# Raymond (Cher)
Raymond – miejscowość i gmina we Francji, w Regionie Centralnym, w departamencie Cher.
Według danych na rok 1990 gminę zamieszkiwały 162 osoby, a gęstość zaludnienia wynosiła 18 osób/km² (wśród 1842 gmin Region Centralnego Raymond plasuje się na 975. miejscu pod względem liczby ludności, natomiast pod względem powierzchni na miejscu 1204.).